# 美因茨号小巡洋舰
美因茨号是德意志帝国在20世纪初所建造的四艘科尔贝格级小巡洋舰的二号舰，以当时的黑森-达姆施塔特城市美因茨命名。它由斯德丁的伏尔铿船厂承建，于1908年开始龙骨架设、1909年1月下水、至同年10月投入公海舰队使用。其主舰炮为十二门105毫米45倍径速射炮，最高速度达25.5节。
美因茨号在入役后被编入第二侦察集群服役，这是公海舰队的其中一支侦察部队。当第一次世界大战于1914年8月初爆发时，它被派往黑尔戈兰岛周边巡逻。在1914年8月28日的黑尔戈兰湾海战中，德国巡逻队遭到了由五艘战列巡洋舰和数艘轻巡洋舰组成的英国部队袭击。美因茨号最初是被分配至对巡逻线提供支持的部队中。它试图增援陷入困境的德军，却遭遇了更强大的英国巡洋舰和驱逐舰。后者的火炮多次命中美因茨号，并以一枚鱼雷致其失效，迫使美因茨号舰长下令弃舰。英国人在舰只倾覆及沉没前营救了348名船员。共有89人在战斗中丧生，当中包括其舰长。

## 设计

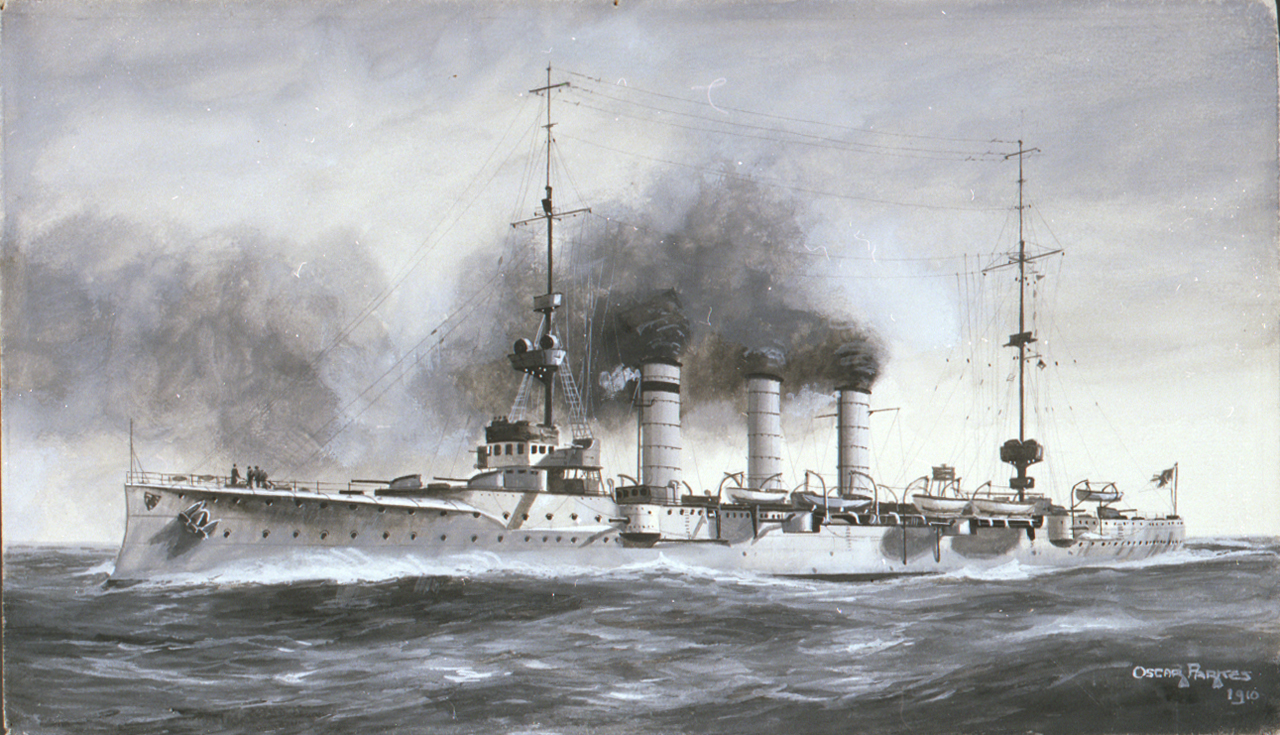
由奥斯卡·帕克斯绘制的美因茨号插画

美因茨号是为替代老旧的通报舰狩猎号而以“狩猎替舰（Ersatz Jagd）”为代号进行订购，并于1908年在斯德丁的伏尔铿船厂开始架设龙骨。它于1909年1月23日下水，之后展开舾装工作。在下水仪式上，由美因茨时任市长卡尔·格特尔曼主持为舰只命名。至1909年10月1日，舰只交付公海舰队使用。
美因茨号的全长为130.50（428英尺2英寸），有14（45英尺11英寸）的舷宽和5.58（18英尺4英寸）的前吃水。在满载情况下，舰只的排水量可达4,915公噸（4,837長噸）。其推进系统由两台AEG－柯蒂斯蒸汽轮机组成，以驱动两个直径为3.45（11英尺4英寸）的三叶螺旋桨。舰只设计可输出19,000匹公制馬力（13,974千瓦特；18,740匹軸馬力）的额定功率，由十五台燃煤船用式水管锅炉提供动力。这也使其最高速度可达26節（48每小時）。美因茨号能够携带1,010公噸（990長噸）煤，允许其以14節（26每小時）的速度续航3,630海里（6,720）。舰只的标准船员编制则为18名军官及349名水兵。
美因茨号的主舰炮由十二门单装105毫米45倍径速射炮组成。其中两门并排布置在艏艛前方，八门设于舰舯、每边各四门，以及两门并排布置在舰艉。此外，舰只还装备有四门52毫米55倍径速射炮以及两具浸没舷侧船体内的450（17.7英寸）鱼雷管和五枚鱼雷。它同样具备携带100枚水雷的能力。在装甲方面，舰只司令塔的侧面有100（3.9英寸）厚，而甲板的厚度则为40（1.6英寸）。

## 服役历史

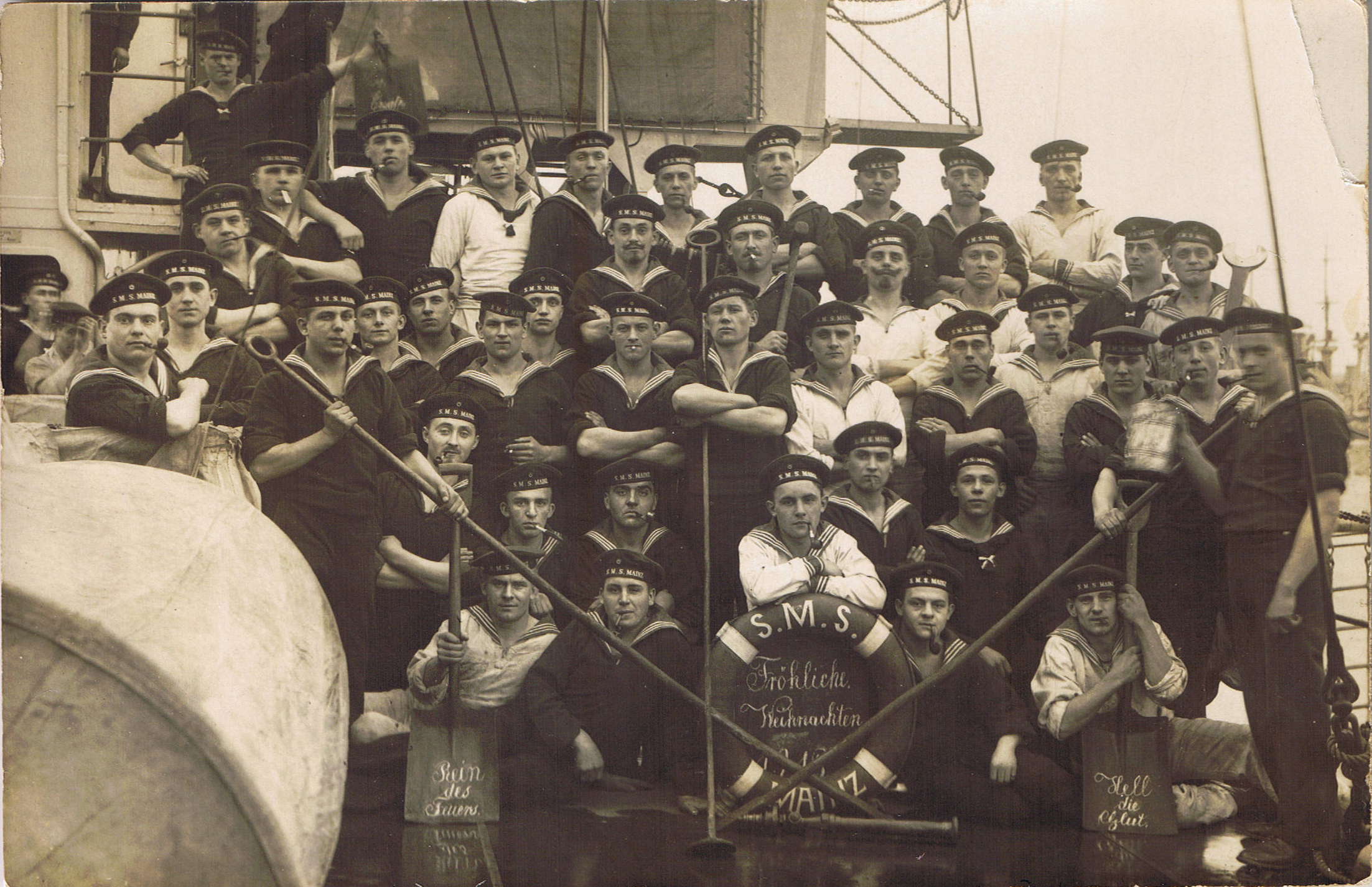
美因茨号船员于1913年圣诞节的合影

在1909年入役后，美因茨号加入了公海舰队的侦察部队。其首任舰长为海军中校弗里德里希·蒂斯迈尔，即恩斯特·林德曼的舅父；他担任此职直至1910年1月。舰只被分配至第二侦察集群，主要负责为第一侦察集群的战列巡洋舰提供屏护。当第一次世界大战于1914年8月初爆发后，它与其它几艘小巡洋舰受命前往黑尔戈兰湾执行巡逻任务。这些巡洋舰被分别编入不同的鱼雷艇区舰队，并轮值通过夜间进入北海巡逻。作为行动的一部分，美因茨号于8月16日夜间随第八鱼雷艇区舰队进行了一次巡逻，没有发生任何意外。
与此同时，英国潜艇开始侦察德国的巡逻线。8月23日，几名英国指挥官提交了一份计划，欲以海军准将雷金纳德·蒂尔维特麾下哈里奇部队的轻巡洋舰及驱逐舰对德国的巡逻线发动袭击。它们将得到潜艇以及由海军中将戴维·贝蒂率领的战列巡洋舰群和相关轻型部队的支援。这份计划得到批准并定于8月28日实施。8月26日傍晚，英军开始离开港口，首先派出参与行动的是潜艇部队。大部分水面部队都于翌日清晨出海；而为了给哈里奇部队提供进一步支援的第7巡洋分舰队，则是于这天晚些时候离港。

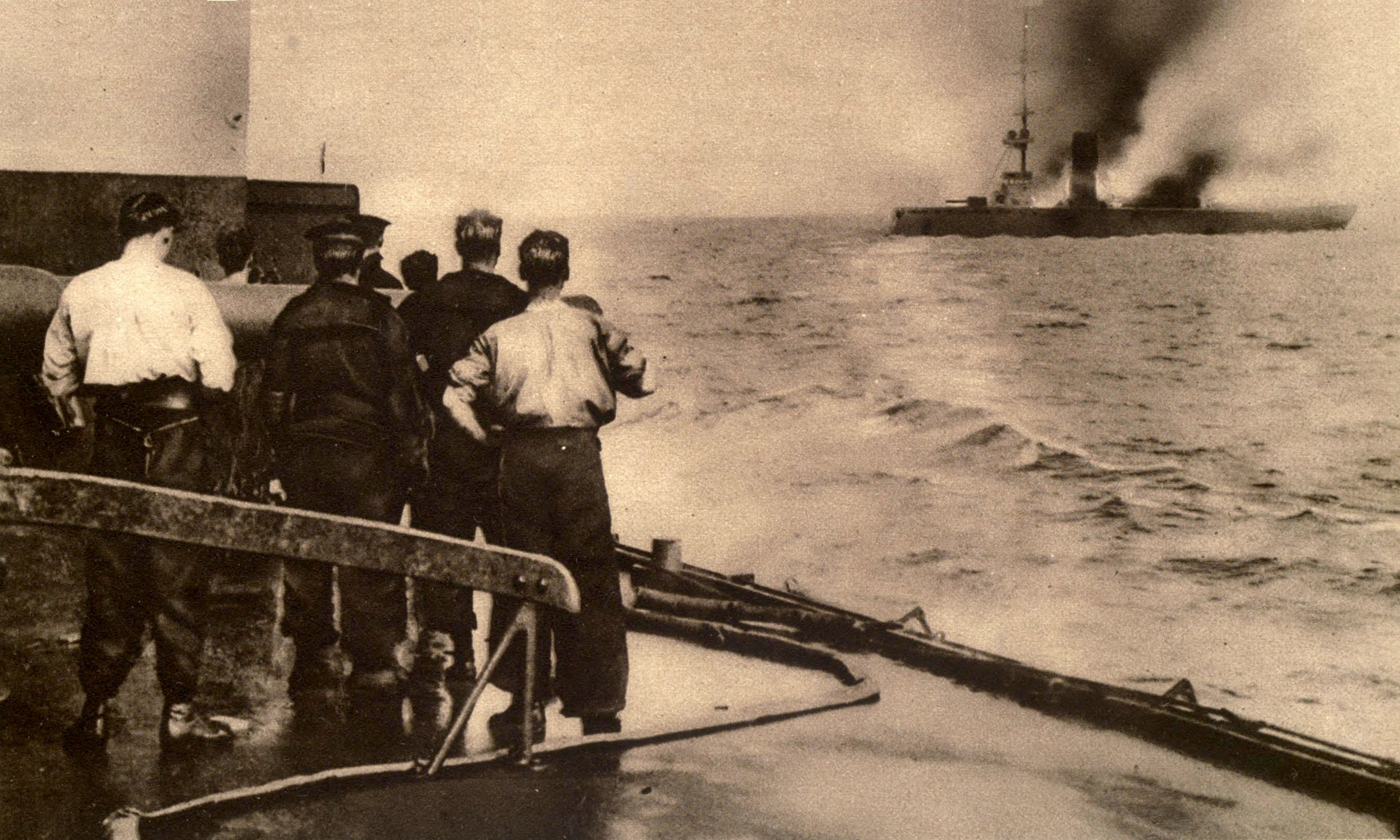
美因茨号在沉没前的一刻

8月28日清晨，美因茨号正锚泊于埃姆斯河口；其姊妹舰科隆号作为海军少将莱贝雷希特·马斯的旗舰，正在威廉港补充燃煤；而阿里阿德涅号则安置在威悉河的入口处。这三艘小巡洋舰分别被派往支援斯德丁号、女性之赞号，以及当天早晨驻守在巡逻线上的赫拉号。在07:57，哈里奇部队遇到了外围的德国鱼雷艇群，后者遂逃回德国巡洋舰阵中。在接下来的黑尔戈兰湾海战中，斯德丁号率先与英军交火，并很快得到了女性之赞号的驰援。在09:47，美因茨号收到了驶至英国人后方的命令，以切断对方的撤退路线。它于10:00出发，并与一架用于侦察的水上飞机共同行动。
在12:30左右，美因茨号遇到了英国轻巡洋舰阿瑞图萨号和几艘驱逐舰。这些舰只遂于接下来的四十五分钟内相互交火。而在交火十五分钟后，再有三艘英国巡洋舰出现；美因茨号中断交锋，试图逃离更优越的英国部队。追击中的英国巡洋舰取得数次命中，但至12:55，美因茨号在浓密烟雾的掩护下逃脱了。然而，另一艘英国巡洋舰无惧号和六艘驱逐舰又出现在美因茨号的左侧，并袭击了正在逃跑的德舰。美因茨号的反击很快便命中了驱逐舰月桂号、自由号和拉厄耳忒斯号；其中月桂号受损并被迫撤离，而拉厄耳忒斯号则因轮机舱中弹而引致失效。

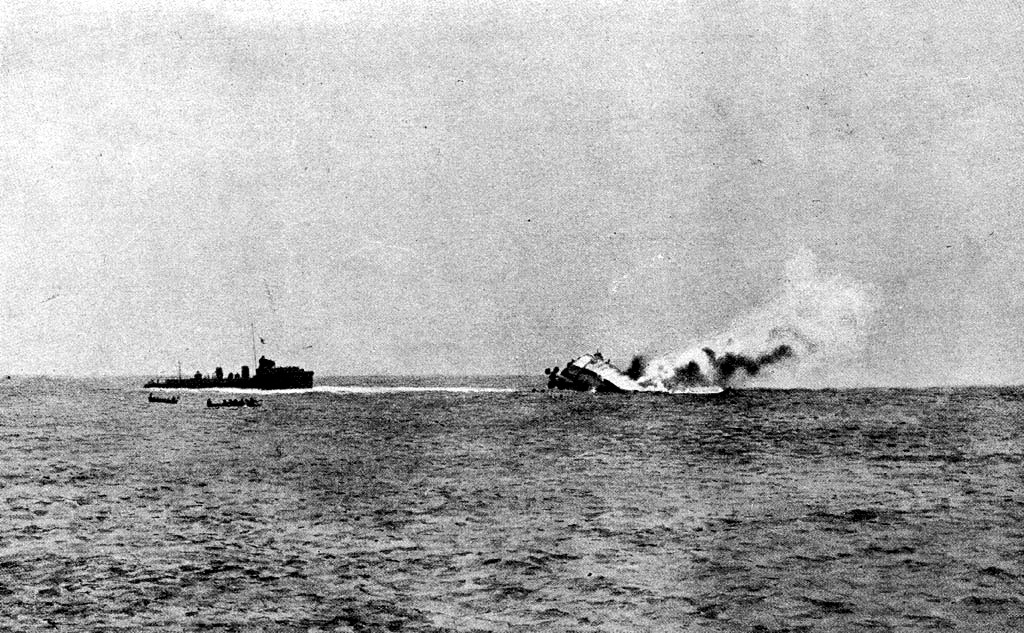
美因茨号沉没于1914年8月28日

一枚来自英国巡洋舰的炮弹于13:00左右击中美因茨号，造成其舵机在向右约10°的位置卡阻。其船员关闭了左侧发动机，试图纠正航向，但舰只仍然继续转向右舷。至13:20，该舰的大部分火炮都已失效，舰艛也被击成碎片。它的中部和后部烟囱在遭到几次命中后坍塌。一枚来自英国驱逐舰利迪亚德号的鱼雷随即击中了左舷的舰舯，迫使舰长命令船员们放弃这艘受损严重的巡洋舰。然后，他与领航官一起离开司令塔，两人立即被炮弹击中身亡。由于舰只的通讯系统发生故障，因此弃舰令并未传达至所有船员。副舰长随后来到舰桥，并于13:35重申了放弃这艘瘫痪巡洋舰的指令。
美因茨号此时已完全丧失能力。其发动机已失效，火炮亦停止了射击。在14:00前不久，驱逐舰勒车犬号驶近，将负伤的德国水兵接走。至14:10，美因茨号向左舷倾覆，并在北纬53°58'、东经6°42'的方位迅速沉没；此时在水中的幸存者则向他们的舰只致以三声高呼。英国人共营救出348名幸存者；另有包括舰长在内的89人在战斗中遇难。海军中尉沃尔夫冈·冯·提尔皮茨（Wolfgang von Tirpitz）也在幸存者名单当中，他是公海舰队的奠基者、德国海军元帅阿尔弗雷德·冯·提尔皮茨之子。时任英国第一海军大臣的温斯顿·丘吉尔则第一时间透过美国驻柏林大使馆向提尔皮茨知会了其子于战斗中幸存下来的消息。在是次海战的过程中，英国人还以极小的代价击沉了另外两艘德国巡洋舰：科隆号及阿里阿德涅号。

## 残骸
2015年8月，荷兰潜水运动俱乐部杜克提姆·泽斯特（Duikteam Zeester）的成员潜入美因茨号的残骸，并拾获了各种普通物品，包括有六分仪和车钟。他们的行为招致了德国消息人士的批评，后者指出，沉船是一个包含89名船员遗骸的战争坟墓，因此不应受到干扰。德国联邦警察也对事件进行了调查。